# クライマックス御一緒に
「クライマックス御一緒に」（クライマックスごいっしょに）は、あんみつ姫名義での小泉今日子の8枚目のシングル。1984年1月1日にビクター音楽産業から発売された。

## 概要
表題曲は小泉自身が主演を務めたフジテレビ系ドラマ「あんみつ姫」の主題歌。作曲は小泉が好きだったというシャネルズの「ランナウェイ」を手掛けた井上大輔に依頼された。作詞を担当した森雪之丞は、普段であれば曲先（先に出来上がった曲に後から詞を付ける）で詞を書くところ、番組の制作側の承諾が必要だったという事情もあり、この曲に関しては詞を先に書いたという。当時は「ロックのビートに如何に日本語を乗せるか」という難題に挑戦していたと言い、音節の多い言葉やオノマトペを多用していた頃で、この曲の歌詞にも強くその傾向が見られると振り返っている。
あんみつ姫名義のため、音楽番組への出演歌唱は無かった。ただしイベント等では歌われている。

## 収録曲
1. クライマックス御一緒に (3分23秒)
作詞：森雪之丞／作曲・編曲：井上大輔
2. あんみつ姫NG集
出演：あんみつ姫＆出演者有志／解説：あんみつ姫

## 収録作品
- クライマックス御一緒に
  - KYON KYON倶楽部
  - Absolute Best For CD
  - Celebration
  - コイズミクロニクル COMPLETE SINGLE BEST 〜1982-2017〜

## 参考資料
- 松永良平:著『コイズミクロニクル〜コンプリートシングルベスト 1982-2017〜 初回特典「コイズミシングル～小泉今日子と50のシングル物語」』ビクターエンタテインメント、2017年5月17日。